# Cinnamomum tenuipile
Cinnamomum tenuipile är en lagerväxtart som beskrevs av André Joseph Guillaume Henri Kostermans. Cinnamomum tenuipile ingår i släktet Cinnamomum och familjen lagerväxter. Inga underarter finns listade i Catalogue of Life.